# Kekchí
Kekchí (Q'eqchi'), indijanski narod iz Gvatemale na sjeveru departmana Alta Verapaz i južnog dijela departmana Petén. Manjim dijelom žive i u južnom Belizeu 9,000 (1995 SIL) i Salvadoru (12,286), gdje su mnogi izbjegli iz Gvatemala nakon što im je 1870. i 1880.-tih za vrijeme režima diktatora Barriosa, oteta zemlja i dana bijelim pantažerima koji su uzgajali kavu. Ukupno ih ima preko 420,000 od čega 400,000 u Gvatemali.
Kekchí jezično pripadaju porodici Mayan, a najsrodniji su plemenima koja govore jezicima skupine Quichean (Maya-Quiché).
Kekchi su danas ruralno, seljačko stanovništvo koje živi od uzgoja kukuruza, graha i drugog bilja, uz čiju su sadnju povezani i rituali plodnosti i seksualni tabui. 
Kuća-Kekčija je drvena koliba prekrivena slamom, bez prozora, a za spavanje umjesto kreveta rabe viseće ležaljke (hamake).
Službeno su rimokatolici, ali su sačuvali i neka stara božanstva među kojima je najvažniji Tzultacaj (Tzuultaq’ah).